# Бирюков, Михаил Иванович
Михаил Иванович Бирюков (11 августа 1921 года, посёлок Калиновка — 1976) — комбайнёр Пешковской МТС Кустанайской области, Казахская ССР. Герой Социалистического Труда (1957).

## Биография
Родился в 1923 году в селе Калиновка (сегодня — Фёдоровский район Костанайской области). Окончил семилетнюю школу и курсы механизаторов. С 1941 года участвовал в Великой Отечественной войне. Во время защиты Москвы получил три ранения. В 1942 году попал в плен, из которого бежал и потом сражался в партизанском отряде. Демобилизовался в 1948 году и возвратился в Казахстан, где стал работать шофёром, механизатором, комбайнёром в Пешковской МТС Кустанайской области.
Указом Президиума Верховного Совета СССР от 11 января 1957 года за особо выдающиеся успехи, достигнутые в работе по освоению целинных и залежных земель, и получение высокого урожая удостоен звания Героя Социалистического Труда с вручением ордена Ленина и золотой медали «Серп и Молот».
Избирался делегатом XXI съезда КПСС.

## Награды
- Орден Ленина
- Орден Красной Звезды
- Медаль «За отвагу»
- Медаль «За оборону Москвы»